# Lariks (hout)

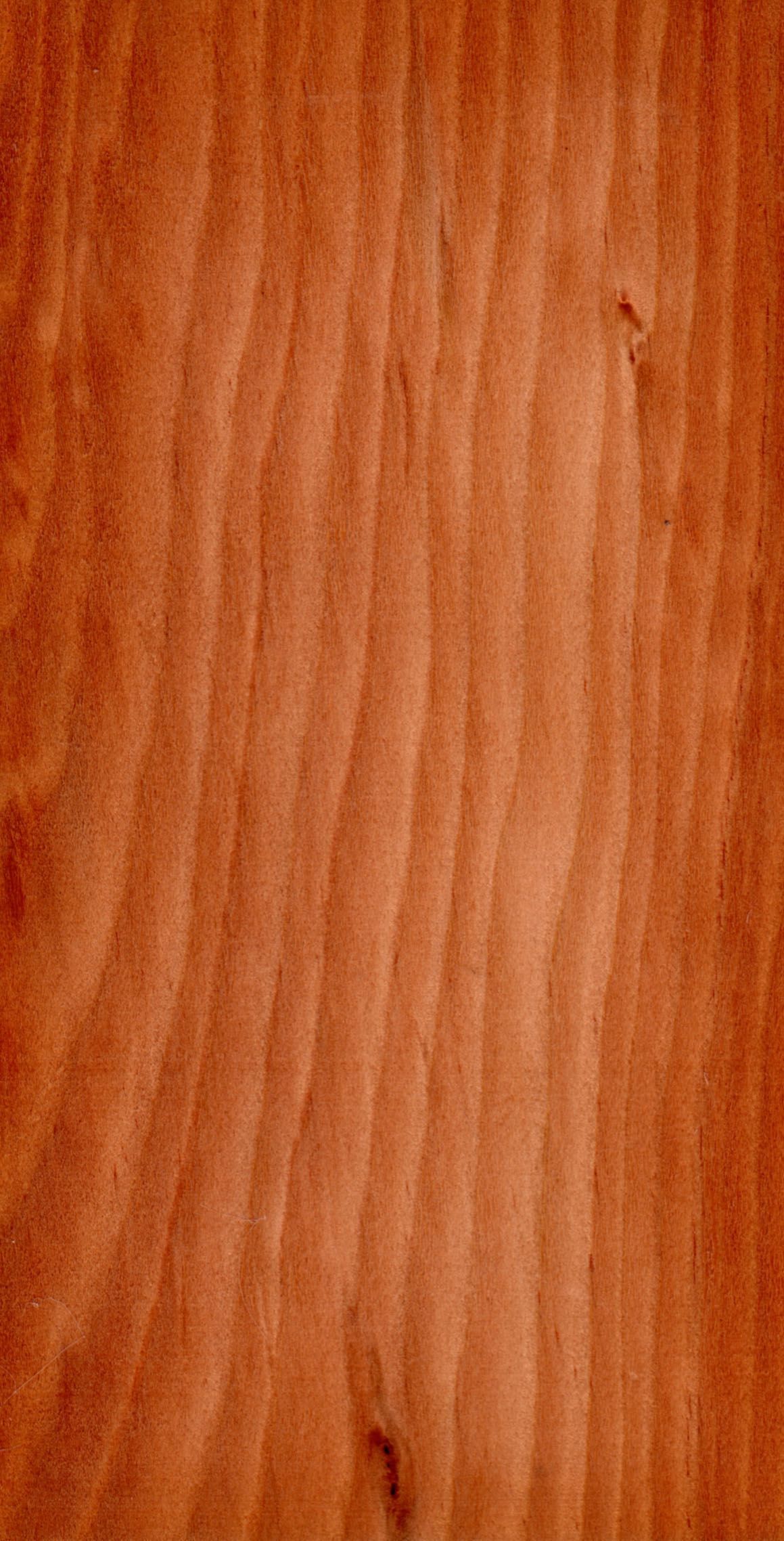
Roodachtig hout

Lariks is een houtsoort geleverd door bomen van het geslacht Larix. Voor naaldhout is het relatief hard, omdat het veelal een groot aandeel laathout heeft. Van de naaldhoutsoorten die in Europa voorkomen is dit de op één na meest duurzame. Lariks vormt al in een vroeg stadium kernhout zodat het spint vrij dun is. Het kernhout is wisselend van kleur maar wil nog wel eens behoorlijk rood zijn. 
Het is machinaal redelijk goed te bewerken maar kan heel harsrijk zijn, met alle gevolgen van dien. Ook kunnen de kwasten problematisch zijn, enerzijds omdat ze heel hard zijn (wat leidt tot slijtage van gereedschap), en anderzijds omdat het hout daar makkelijk scheurt. Het kan nodig zijn hout te ontvetten, alvorens het te verlijmen of af te werken.
De precieze eigenschappen van lariks kunnen vrij sterk kunnen verschillen; dit verschil hangt meer samen met de leeftijd van de boom en de groeiomstandigheden dan met de botanische herkomst. Het in Nederland gegroeide hout, 'inlands lariks', heeft de reputatie dat het sterk werkt en dus onbetrouwbaar is. Wat daarentegen een goede reputatie heeft is 'Siberisch lariks'.
Gezaagd lariks kan voor allerlei doelen gebruikt worden, zowel binnen als buiten, zowel constructief als decoratief. Het hout wordt ook als rondhout gebruikt, onder andere in de vorm van palen en als tuinhout. 

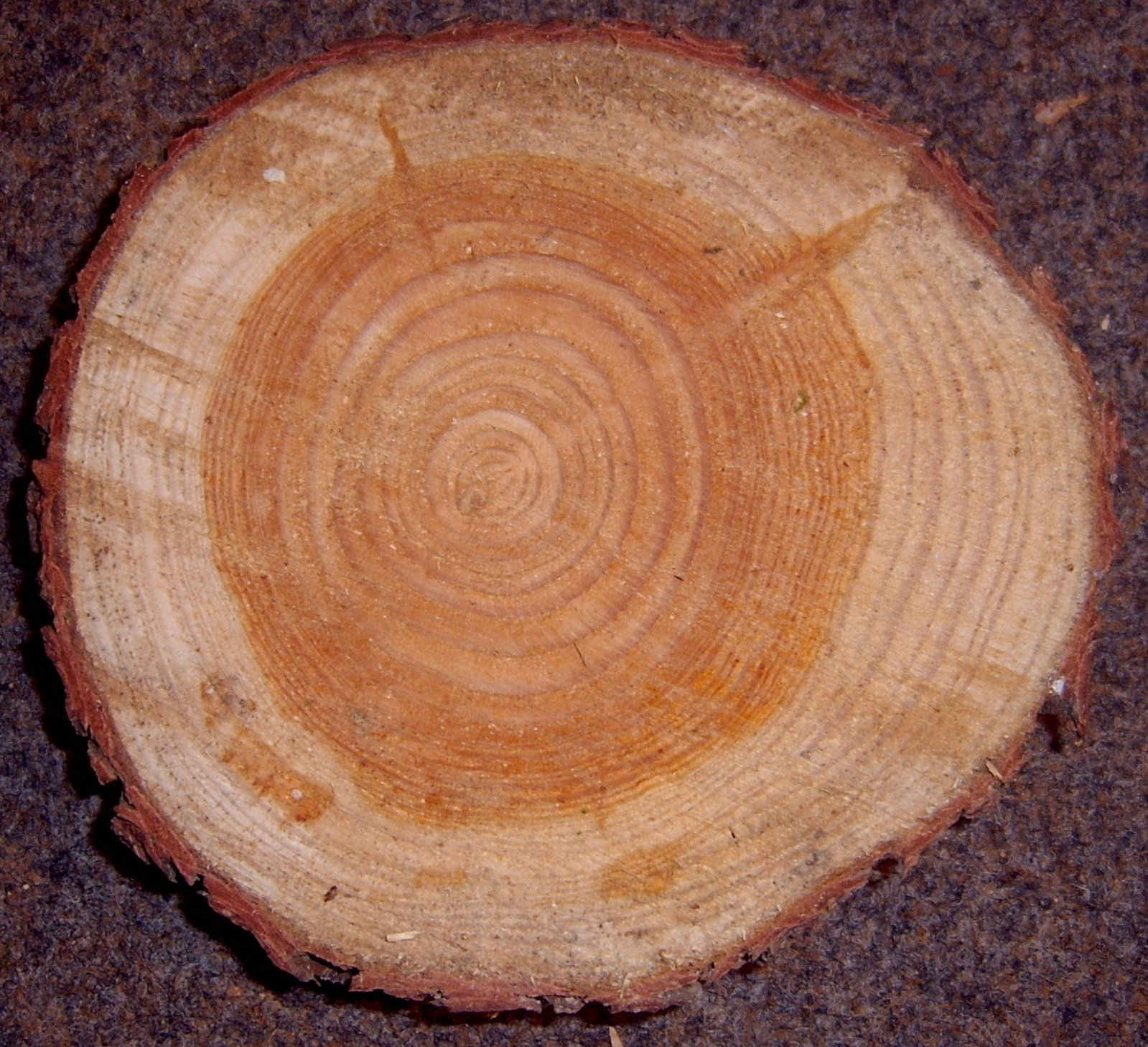
Stamdoorsnede
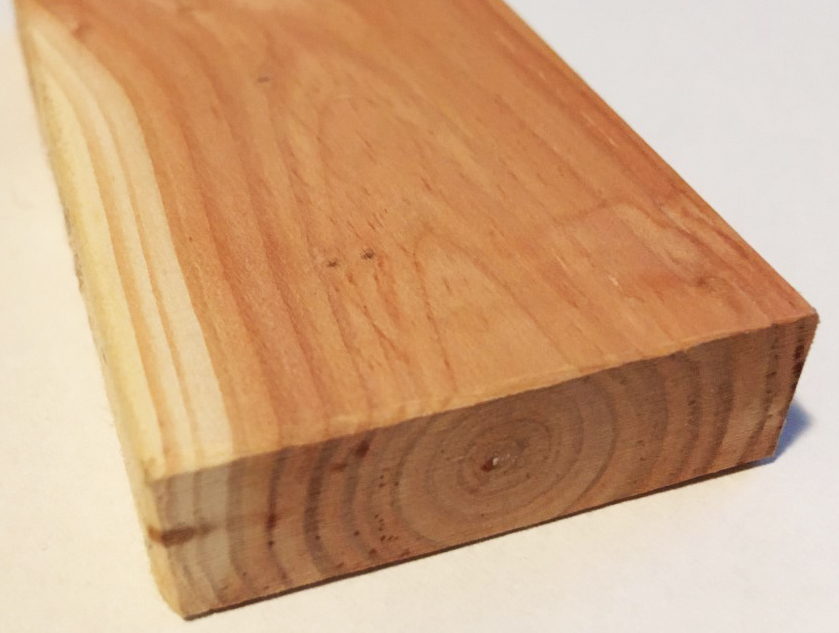
Houtmonster
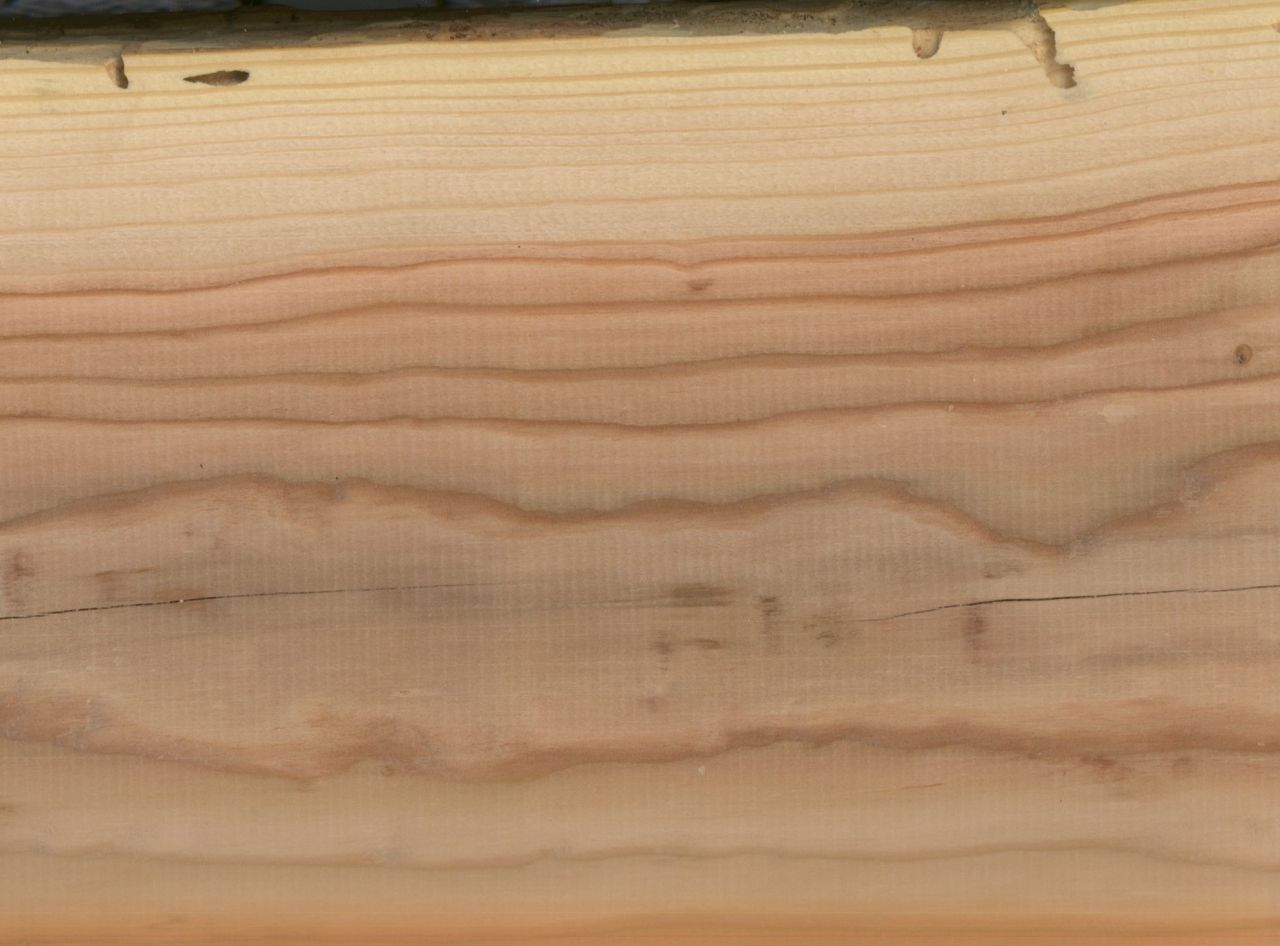
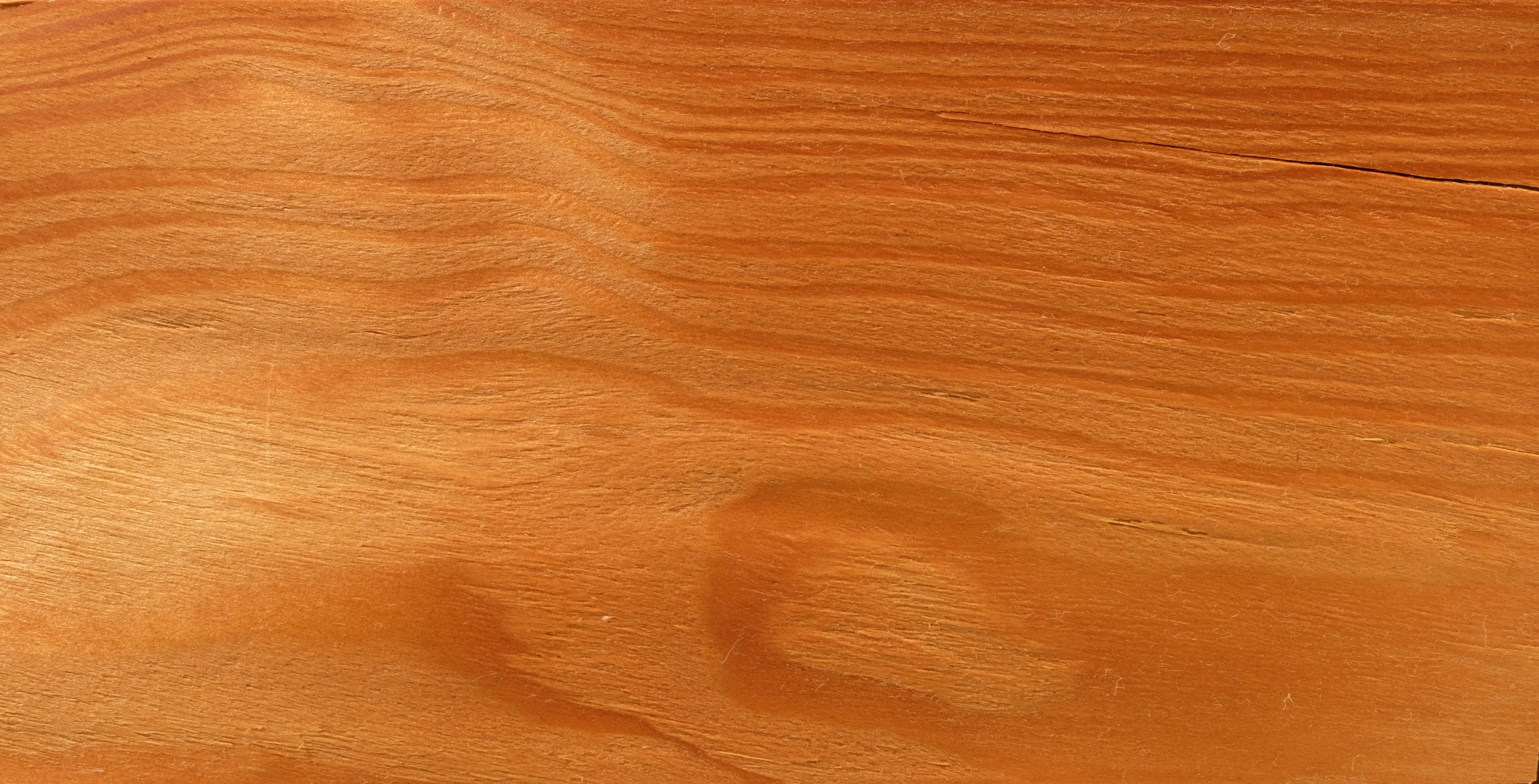
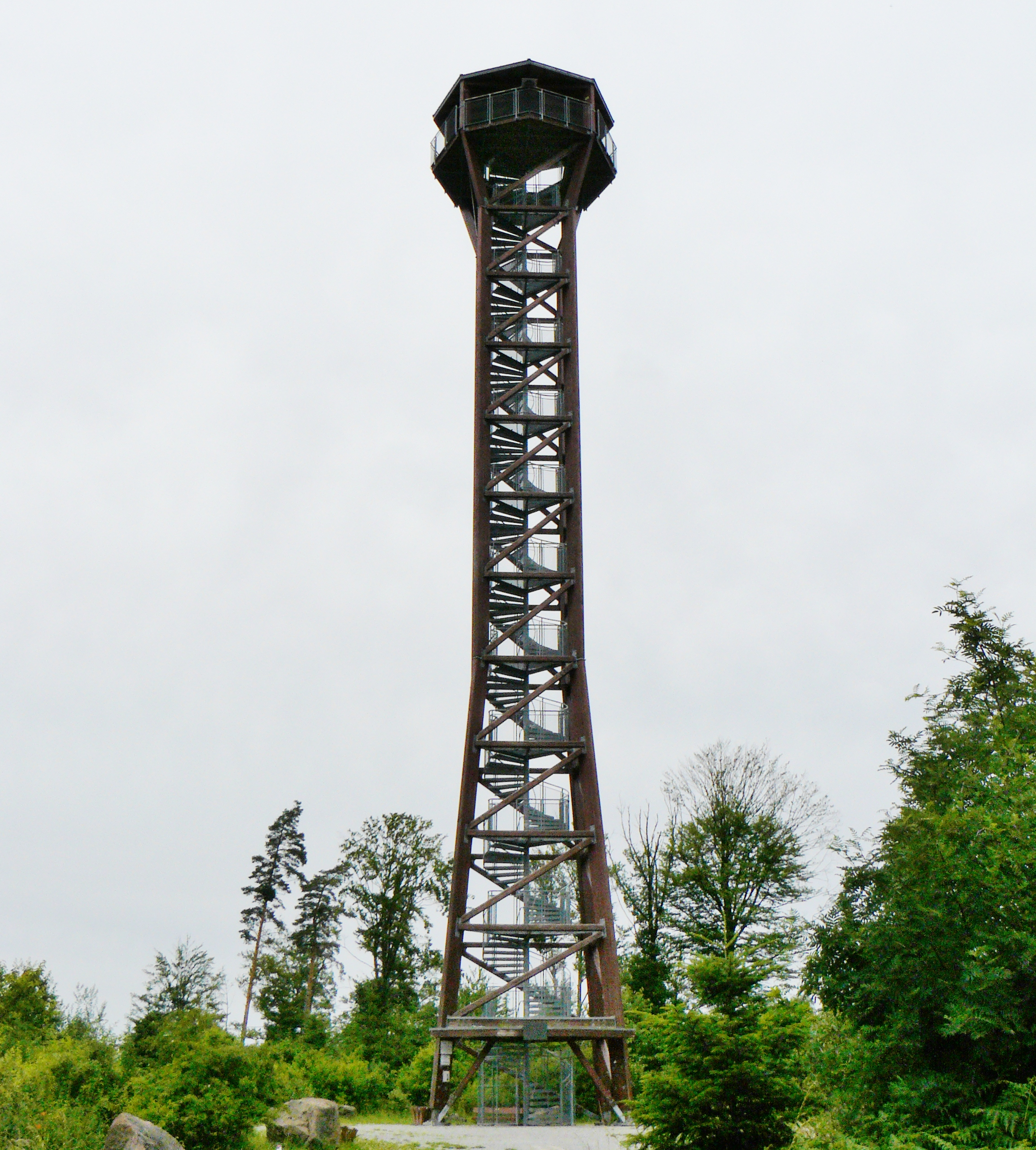
Toren
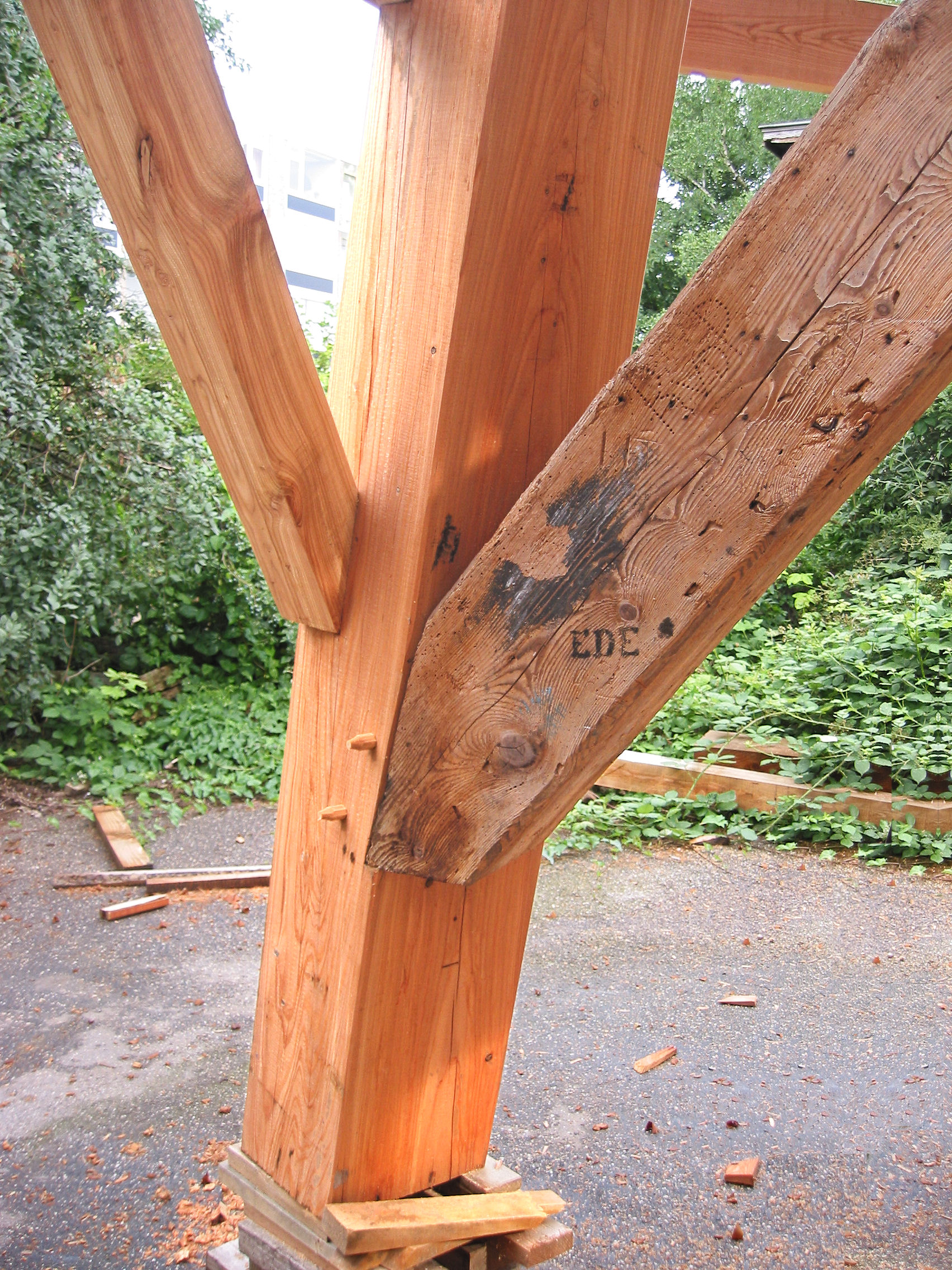
Stijl (rechtopstaande balk) van larikshout
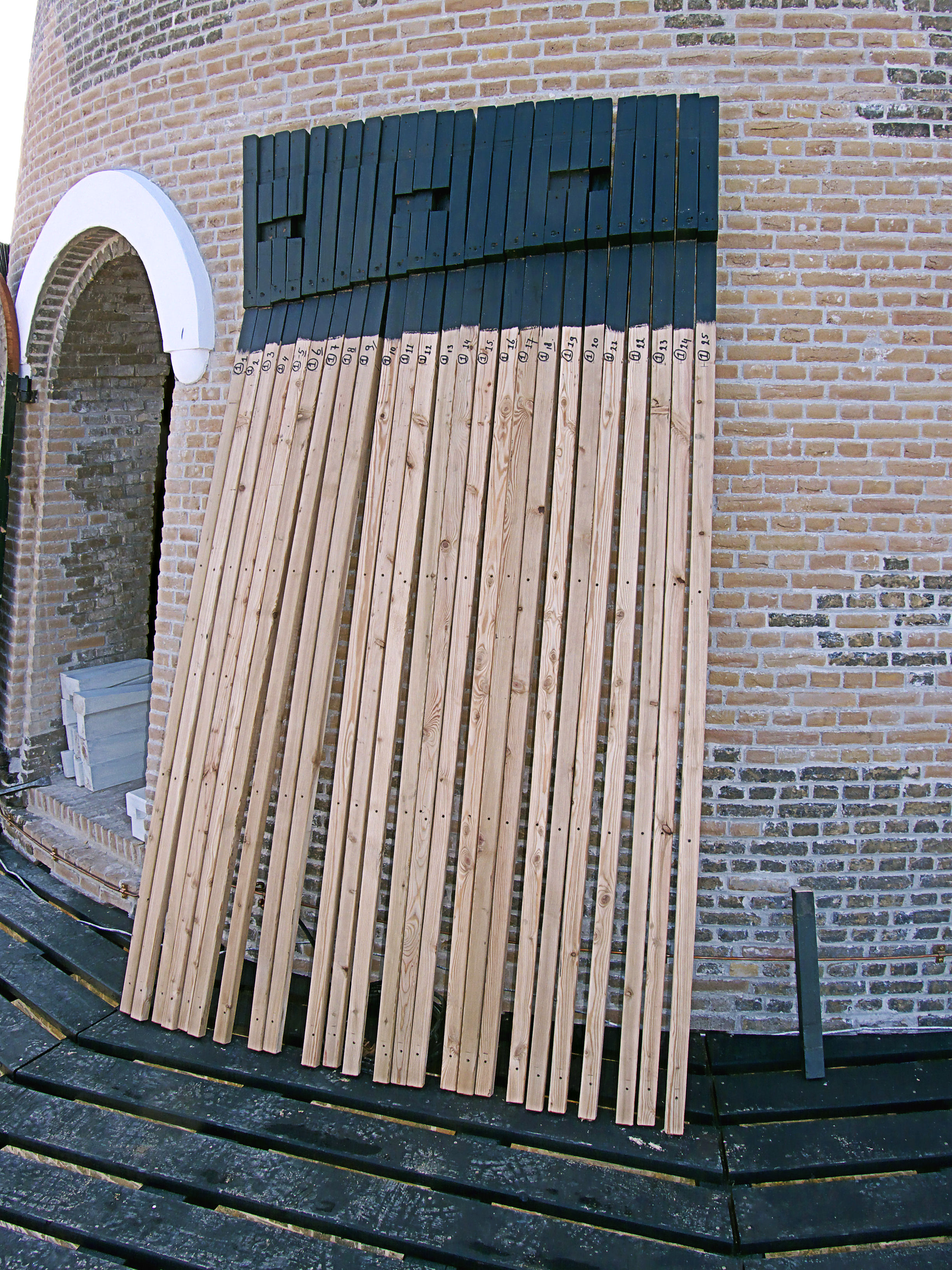
Heklatten van Siberisch lariks